# Sigismund Meisterlin

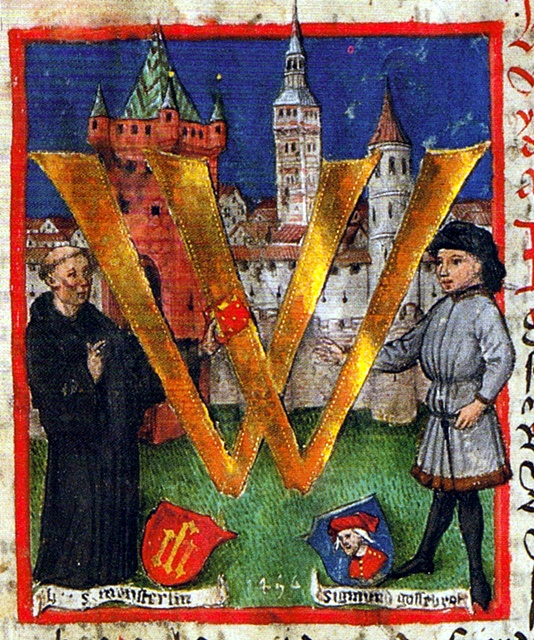
Der Chronist Sigismund Meisterlin (links) überreicht Sigismund Gossembrot seine Augsburger Chronik (Buchminiatur von Sigismund Meisterlin)

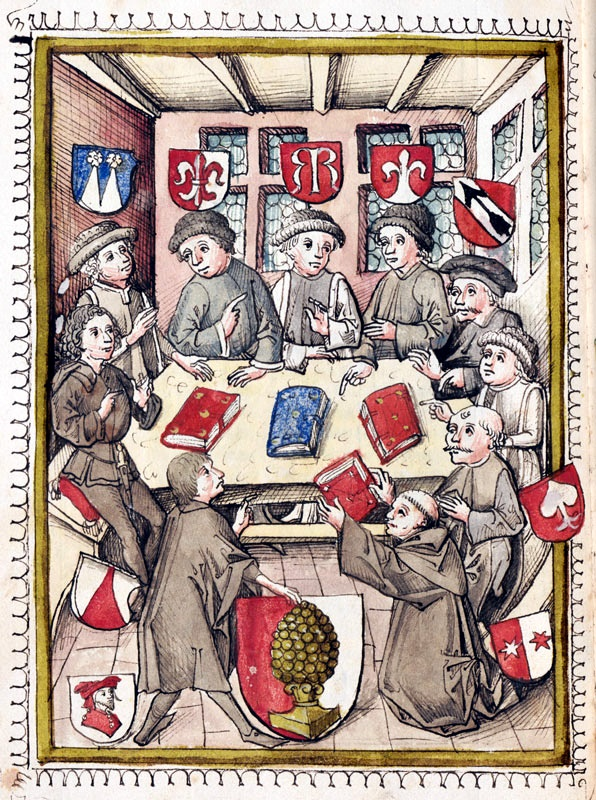
Widmungsbild aus Sigismund Meisterlins Augsburger Stadtchronik von 1457. Der Autor (vorn rechts) übergibt seine Chronik dem Auftraggeber Sigismund Gossembrot dem Älteren und dem Augsburger Rat.

Sigismund Meisterlin (* um 1435 vielleicht in Augsburg; † vermutlich nach 1497) war ein deutscher Humanist, Mönch und Geschichtsschreiber. 

## Leben
Um 1440 trat Meisterlin in das Benediktinerkloster St. Ulrich und Afra zu Augsburg ein und hat dort die nächsten 20 Jahre seines Lebens zugebracht.
Intellektuell wichtig wurde für ihn die Verbindung zu dem frühhumanistischen Kreis im damaligen Augsburg um den Bürgermeister Sigismund Gossembrot. Meisterlin verfasste auf dessen Wunsch hin eine "Chronographia Augustensium", die er im Juni 1456 fertigstellte. Unmittelbar darauf fertigte er eine deutsche Übersetzung an und überreichte sie Anfang des Jahres 1457 dem Stadtrat von Augsburg. Neu war die ausführliche Darstellung der antiken Geschichte der Stadt nach Ideen und Gesichtspunkten des frühen Humanismus. Es handelt sich um das erste deutsche humanistische Geschichtswerk, das der Wahrheit verpflichtet sein wollte, um die Gegenwart aus der Vergangenheit zu erklären, und das Land und Leute in die Darstellung einbezog. Meisterlin besaß neben seiner Einbindung in den lokalen Kreis humanistisch interessierter Kleriker und Laien auch damals schon gute Kontakte zu italienischen Humanisten. So hatte ihn 1455 beispielsweise Enoch von Ascoli auf seinem Rückweg nach Italien in Augsburg besucht und vermutlich über die gerade erworbene Handschrift der Germania des Tacitus berichtet.
Nach der Vollendung der Chronik reiste Meisterlin mit Erlaubnis seines Bischofs, des humanistisch interessierten Kardinals Peter von Schaumberg nach Pavia, wo er die Artes und Kirchenrecht und alle Gelegenheiten zu Handschriftensuche und humanistischen Studien nutzte. Anschließend war er für den Fürstabt des Klosters Murbach, Bartholomäus von Andlau, tätig. Nach dessen Tod 1476 wurde er Domprediger in Würzburg und soll mit Kilian von Bibra an der Einvernahme des Predigers Hans Böhm beteiligt gewesen sein.
1478 wurde Meisterlin als Prediger bei St. Sebald in Nürnberg angestellt. Neben dem Predigtamt zu St. Sebald erhielt er vor dem 8. Oktober 1481 die Pfarrei zu Laudenbach (Kr. Karlstadt), die er aber mit der Pfarrstelle von Großgründlach (bei Nürnberg) vertauschte und bis 1488 behielt. Dort lebte er bis 1488.
Bald nach Meisterlins Übersiedlung nach Nürnberg übernahm er den Auftrag, eine Geschichte der Stadt zu schreiben. Auch hier hatte sich ein Kreis von Humanisten etabliert, zu denen Hermann und Hartmann Schedel sowie Sebald Schreyer (1446–1520) gehörten.
1481 verfasste Meisterlin im Auftrage des Abtes von St. Ulrich und Afra zu Augsburgein "Chronicon Augustanum ecclesiasticum" und gleich darauf den "Index monasterii SS. Udalrici".
1488 vollendete Meisterlin die Chronik von Nürnberg, zuerst in lateinischer, dann auch in deutscher Sprache. Die lateinische Fassung ist erst im 18. Jahrhundert, die deutsche erst im 19. Jahrhundert gedruckt worden. Auch sie ist ein typisches Zeugnis des deutschen Frühhumanismus.
Bald darauf um 1488 hat Meisterlin die Pfarrei Gründlach mit der von Feucht (ebenfalls in der Nähe von Nürnberg) vertauscht und diese Erwähnung ist die letzte Nachricht bezüglich seiner Biografie.

## Werke
- Cronographia Augustensium, 1458 (dt. 1457)
- Liber miraculorum St. Simperti, um 1473
- Chronicon ecclesiasticum, 1483
- Index monasterii SS. Udalrici et Afrae, 1484
- Legenda nova St. Sebaldi, 1484 u. 1488 (dt. danach)
- Nieronbergensis cronica (lat. u. dt.), 1488